# GWR-Klasse 4200
Die Klasse 4200 der Great Western Railway (GWR) ist eine Baureihe von schweren 1’D-Tenderlokomotiven, die in Südwales im Kurzstreckenverkehr vor Güterzügen zwischen den Kohlenbergwerken und den Häfen eingesetzt wurden. Der 1910 eingeführte Entwurf von George Jackson Churchward wies viele gemeinsame Bauteile mit den Schlepptenderlokomotiven der Klasse 2800 auf. Die Baureihe 4200 war die einzige Tenderlokomotive in Großbritannien mit der Achsfolge 1’D. Sie blieb bis 1965, dem Jahr, in dem der Dampfbetrieb in der Western Region der British Railways eingestellt wurde, im Einsatz. Fünf Lokomotiven sind erhalten geblieben.

## Geschichte
In den frühen 1900er Jahren führte der ansteigende Kohlenverkehr zu längeren und schwereren Zügen, was wiederum die Nachfrage nach leistungsfähigeren Lokomotiven erhöhte. Weil die Züge auf kurvenreichen Strecken über kurze Distanzen zwischen den Kohlenbergwerken und den Häfen verkehrten, entwarf Churchward für diese Aufgabe eine Tenderlokomotive auf der Grundlage der von ihm ebenfalls entworfenen Consolidation-Lokomotive der Klasse 2800. Um sicherzustellen, dass die Tenderlokomotive optimal auf den kurvenreichen Strecken in den Tälern von Wales verkehren konnte, wurde auf eine Nachlaufachse verzichtet und die Achsfolge 1’D der Schlepptenderlokomotive beibehalten. Die erste Lokomotive der Klasse war der Prototyp mit der Nr. 4201, der 1910 die bahneigene Werkstätte in Swindon verließ. Nach einer 19-monatigen Erprobung wurde mit der Fertigung der Serienlokomotiven begonnen, die im Vergleich zum Prototypen nur geringe Änderungen aufwiesen: Das Kesselspeiseventil wurde auf den Kesselrücken verlegt und der Kohlenkasten erhielt eine schräge Rückwand, um den Brennstoffvorrat auf 3,6 t zu vergrößern.
Während des Ersten Weltkriegs stellte die Bahnwerkstätte Munition her, was dazu führte, dass es fünf Jahre dauerte, bis die ersten 60 Lokomotiven mit den Nummern 4202 bis 4261 gebaut waren; die letzte ging erst im Mai 1917 in Betrieb. 1919 wurde die Fertigung weiterer 24 Lokomotiven aufgenommen, die bis August 1920 abgeliefert wurden. Zwanzig zusätzliche Lokomotiven folgten zwischen August 1921 und Februar 1923. Die letzte Lieferung umfasste die Lokomotiven Nr. 4286 bis 4299 sowie die Nr. 4200 und die Nr. 5200 bis 5204.
Charles Collett, der Nachfolger von Churchward, ließ die Lokomotiven weiterhin bauen, stattete sie jedoch mit einem größeren Kessel und größeren Zylindern aus und ordnete seine Variante der Klasse 5205 zu. Ende der 1920er Jahre brach der Kohlenverkehr wegen der Weltwirtschaftskrise ein. Die Tenderlokomotiven konnten aufgrund des kleinen Kohlenvorrats kaum anderweitig verwendet werden, weshalb die letzten 20 Lokomotiven der Klasse 5205 frisch ab Werk abgestellt wurden. Collett ließ daher die abgestellten Lokomotiven und die letzten 20 in Betrieb genommenen Lokomotiven der Klasse 5205 und 14 Lokomotiven der Klasse 4200 mit einer Rahmenverlängerung und Nachlaufachse zu 1’D1’-Tenderlokomotiven umbauen. Dies ermöglichte eine Vergrößerung des Wasservorrats auf 11,4 m³ (2500 imperial gallons) und des Kohlenvorrats auf 6,1 t, wodurch die Lokomotive universell einsetzbar wurden. Die Umbauten der Klasse 4200 wurden, ebenso wie die Umbauten der Klasse 5205 zur Klasse 7200 zusammengefasst. Der Umbau der Lokomotiven der klasse 4200 fand 1937 statt.
Alle Lokomotiven der Klasse 4200 wurden von der British Railways 1948 übernommen. Im Februar 1959 wurde die Nr. 4224 als erste Lokomotive ausgemustert. Anfang 1965, dem letzten vollen Jahr des Dampfbetriebs auf dem Streckennetz der ehemaligen GWR, waren noch 18 Lokomotiven der Klassen 4200 und 5205 im Einsatz. Im August desselben Jahres wurde die Lokomotive Nr. 4268 als letzte Lokomotive der Klasse 4200 ausgemustert.

### Erhaltene Lokomotiven
Die folgenden fünf Lokomotiven blieben erhalten:
- Nr. 4247 befindet sich seit 2022 bei der Dartmouth Steam Railway und soll betriebsfähig aufgearbeitet werden[3]
- Nr. 4248 wurde als Wrack 1986 vom Schrottplatz der Woodham Brothers in Barry in das Museum of the Great Western Railway gebracht, wo sie als Beispiel für eine in der Werkstatt zerlegte Lokomotive gezeigt wird[4]
- Nr. 4253 wurde 1987 vom Schrottplatz der Woodham Brothers in Barry zur Pontypool and Blaenavon Railway gebracht, jedoch dort nicht aufgearbeitet. 2011 gelangte sie zur Kent & East Sussex Railway, wo sie in den betriebsfähigen Zustand aufgearbeitet wird.[5]
- Nr. 4270 war bis Januar 2023 betriebsfähig bei der Gloucestershire Warwickshire Railway. Die Lokomotive wurde Anfang 2023 nach Margate, Kent, transportiert, wo sie Teil des One:One-Collection-Museums sein wird, das auf dem Gelände des Modellbahnherstellers Hornby errichtet wird.[6][7]
- Nr. 4277 Hercules ist seit 2022 betriebsfähig, Die Lokomotive ist im Besitz der Dartmouth Steam Railway, wurde aber in den Jahren 2024 und 2025 an die North Norfolk Railway ausgeliehen.[8]

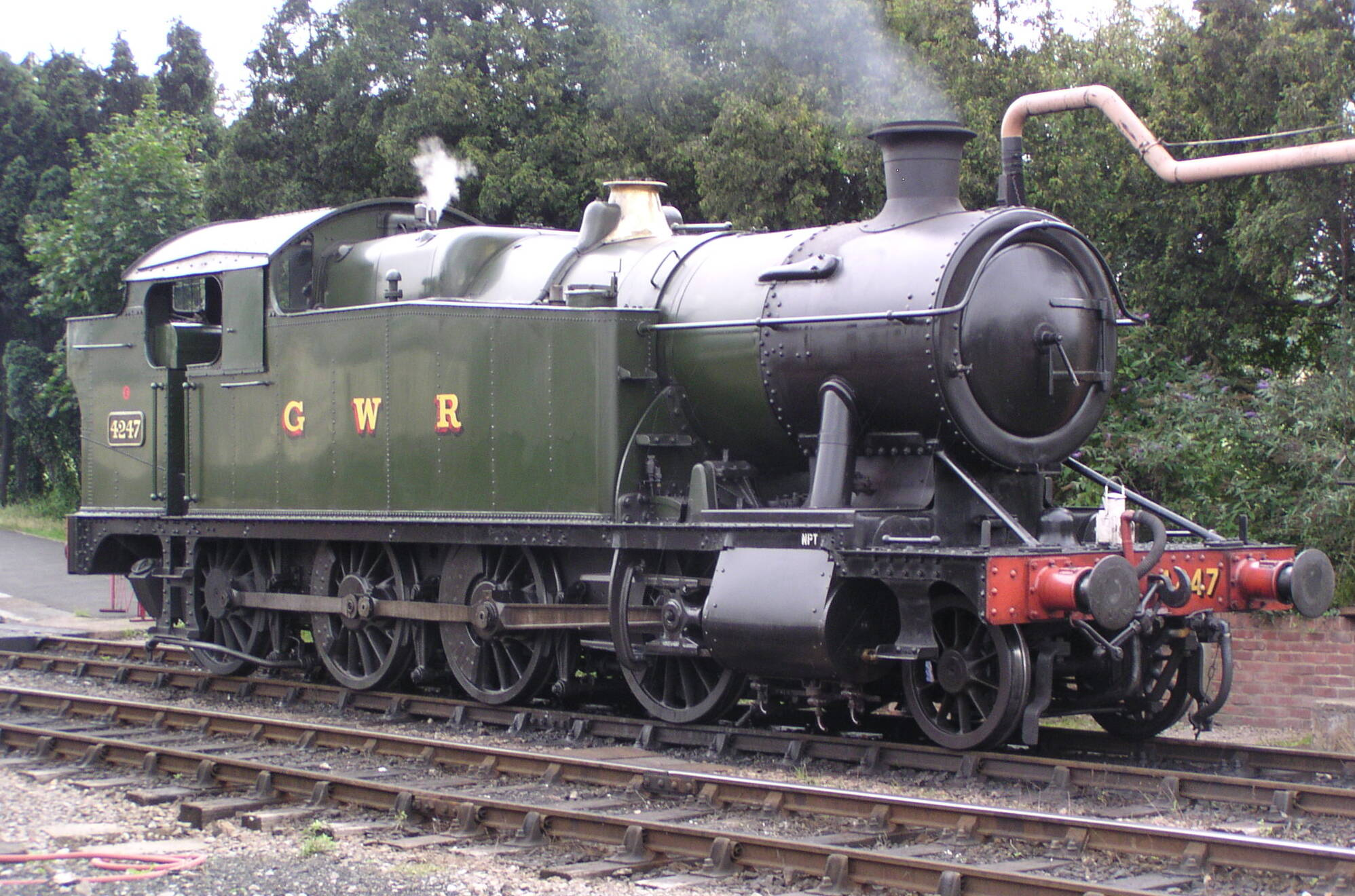
Nr. 4247
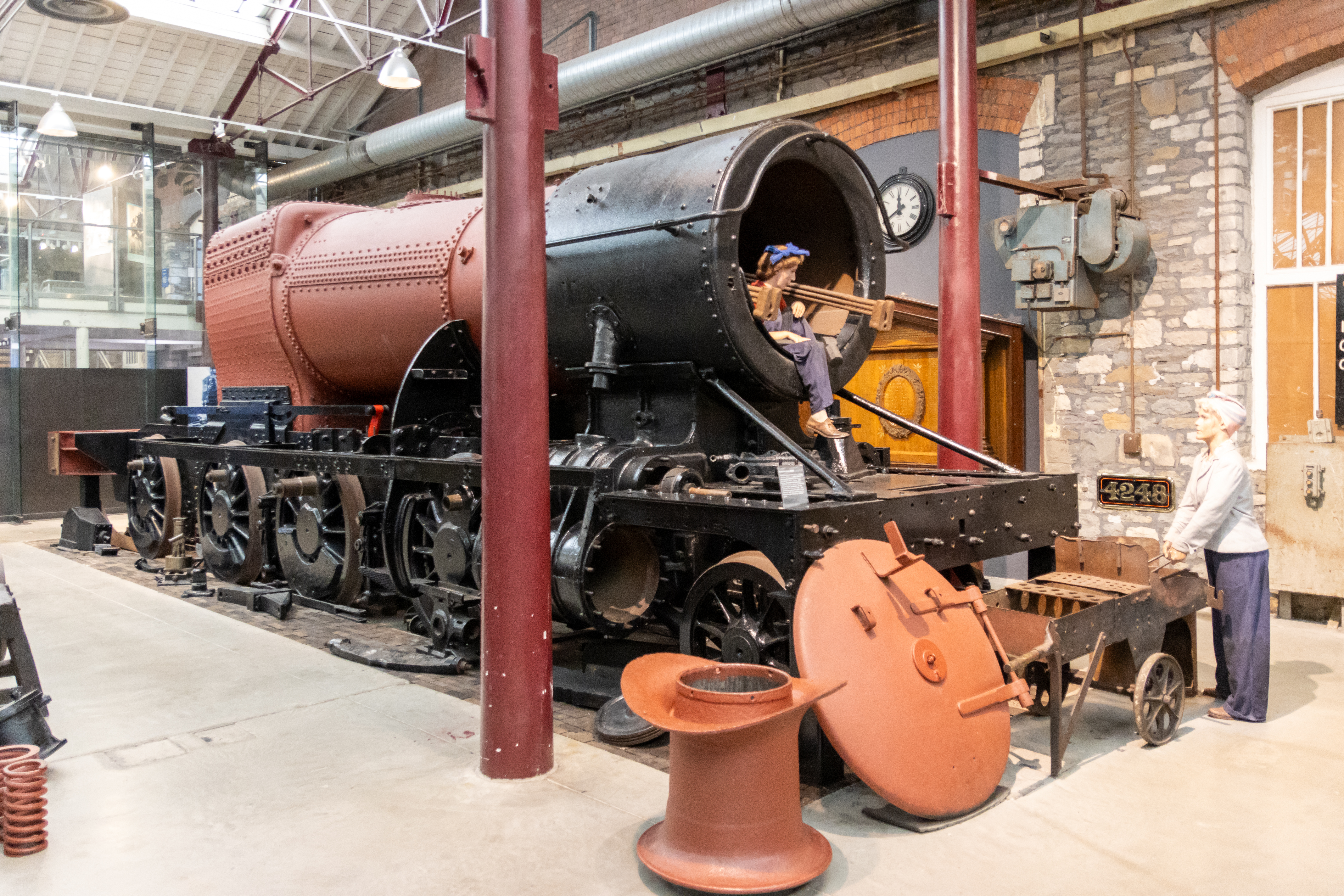
Nr. 4248
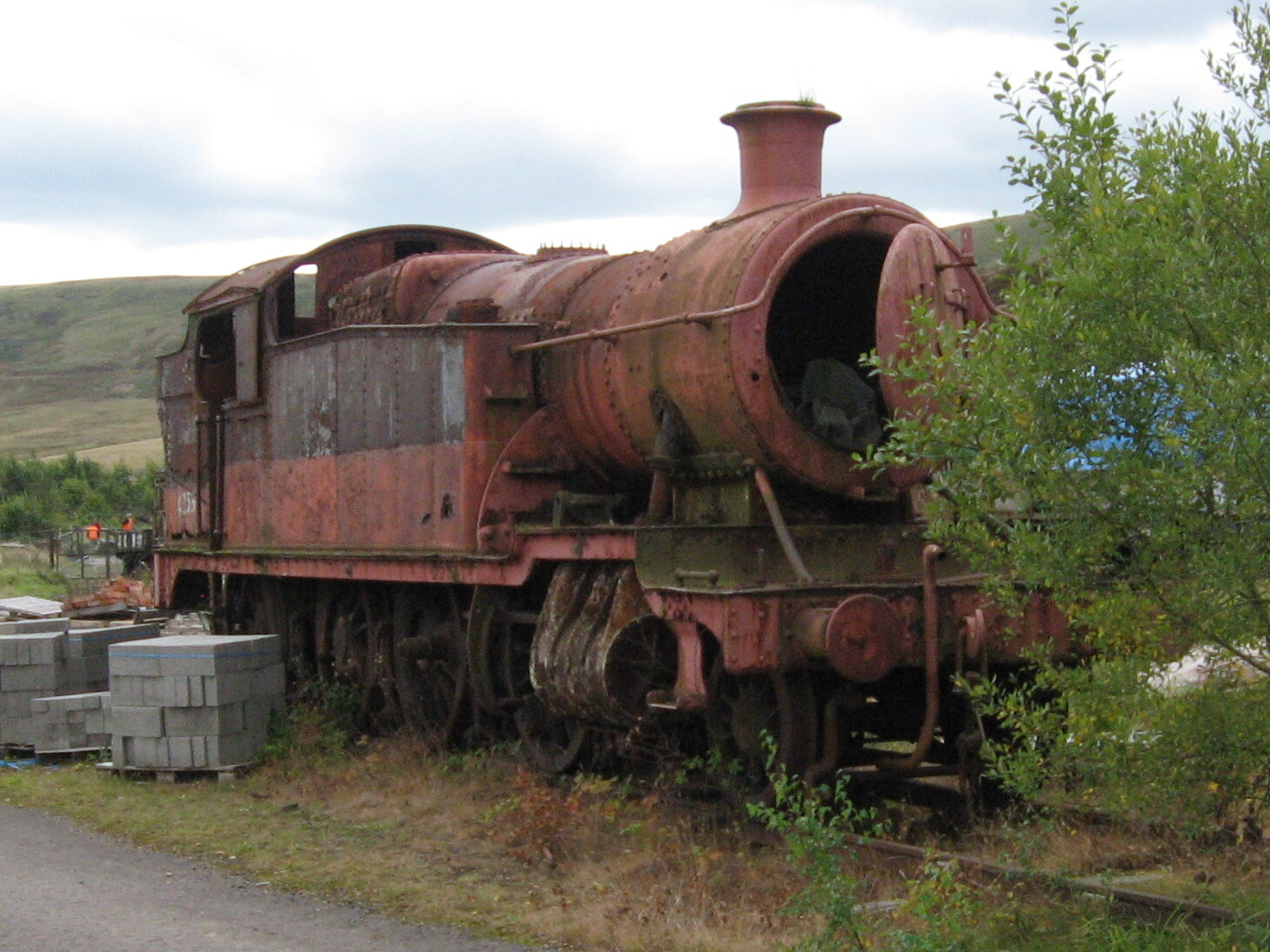
Nr 4253
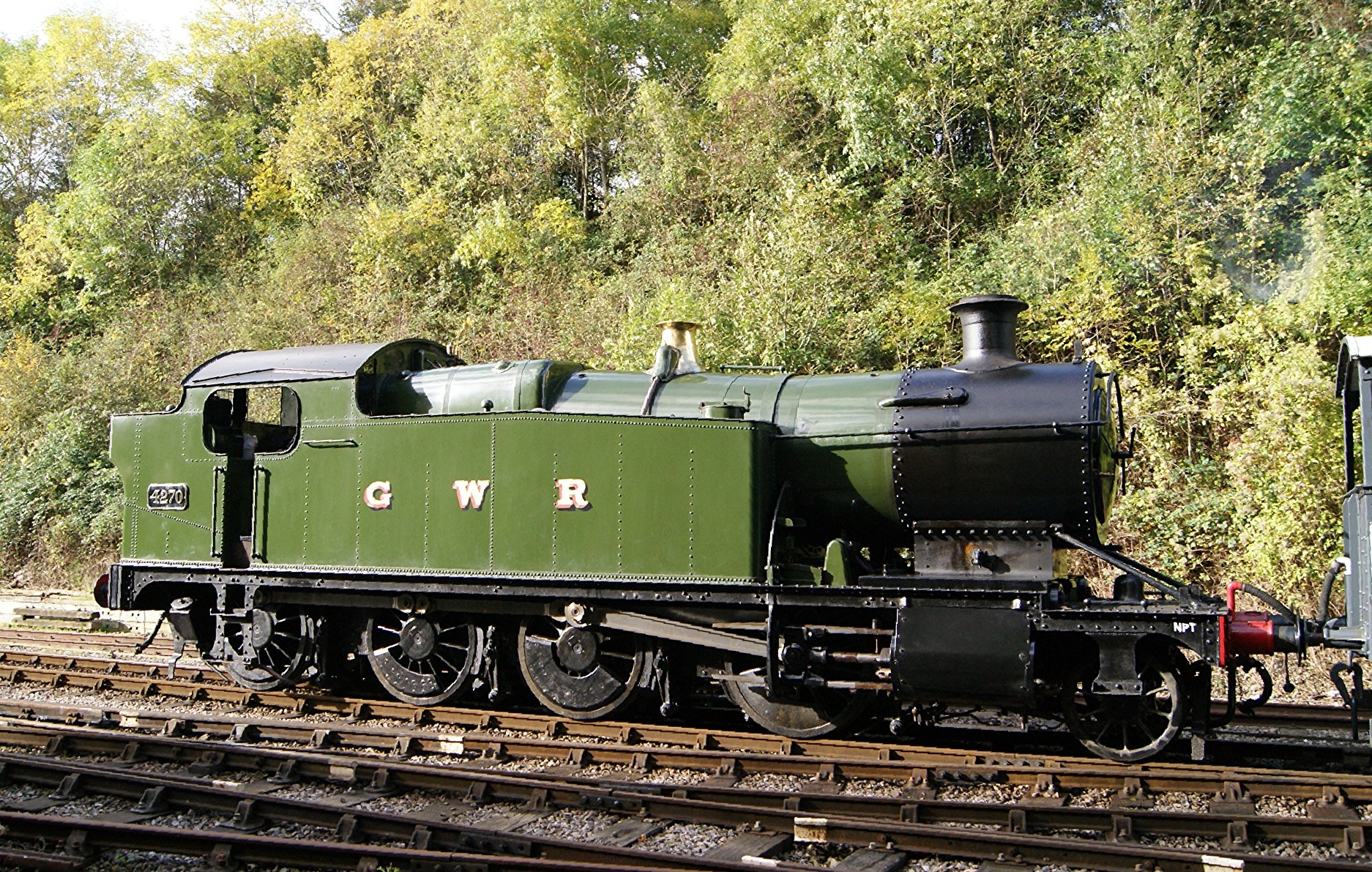
Nr. 4270
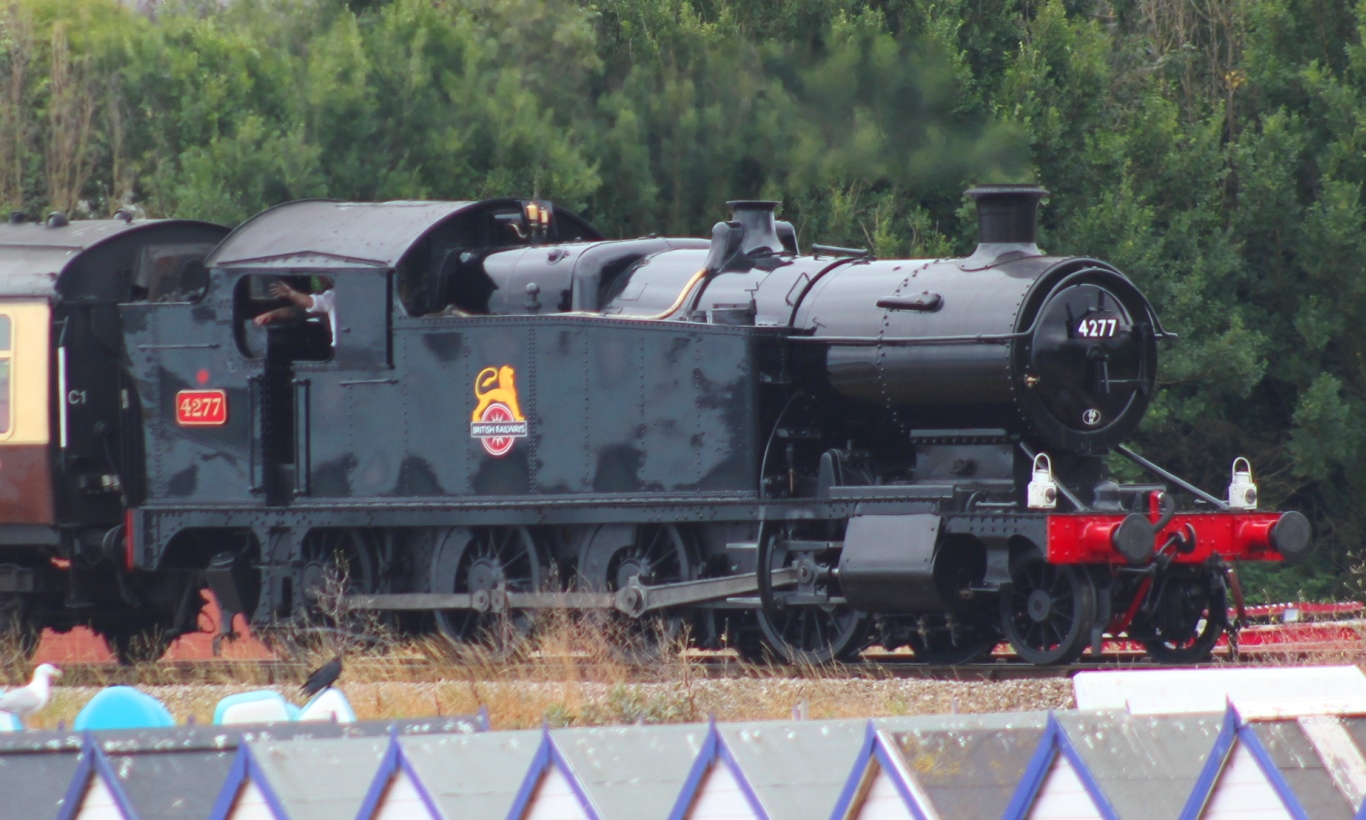
Nr. 4277

## Technik

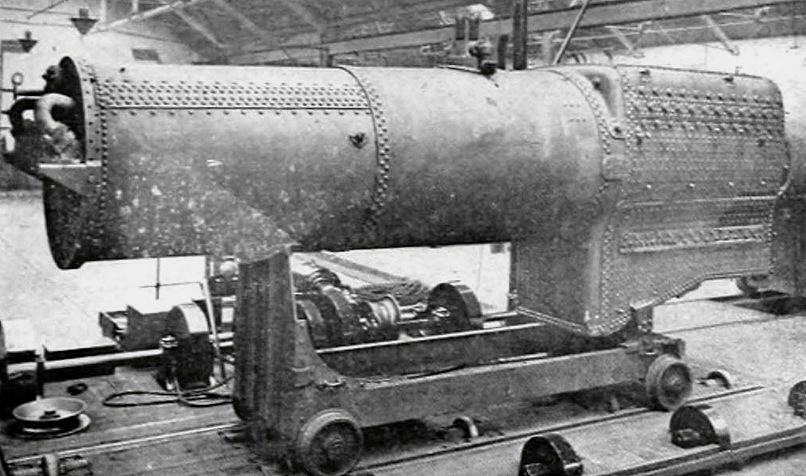
GWR-Standardkessel Nr. 4

Die Klasse 4200 basierte auf der Schlepptenderlokomotive der Klasse 2800. Sie wies dieselbe Größe der Kuppelräder und Zylinder wie die Schlepptenderlokomotive auf. Anstelle des Standardkessels Nr. 1 der Klasse 2800 wurde der Standardkessel Nr. 4 verwendet, der mit einem gegenüber dem Standardkessel Nr. 1 verminderten Druck von 13,8 bar (200 psi) betrieben wurde. Das Laufgestell und der Zylinderblock waren identisch mit denen der Klasse 2800; jedoch arbeiteten die Treibstange auf die zweite und nicht auf die dritte Kuppelachse, wie es bei der Schlepptenderlokomotive der Fall war.
Die Lokomotive hatte ein Dienstgewicht von 82,9 t, von denen 73,3 t als Reibungsmasse der Kuppelräder zur Verfügung standen. Trotz eines Kuppelradstands von 6100 mm konnte die Lokomotive Bögen mit einem Radius von nur 40 m befahren. Dies war möglich, weil die Spurkränze an der zweiten und dritten Kuppelachse geschwächt waren, ähnlich wie bei den Lokomotiven der Klasse 2800. Bei der Klasse 4200 war jedoch nicht die erste, sondern die letzte Kuppelachse seitenverschiebbar ausgeführt, weshalb die Kuppelstangen zwischen der dritten und vierten Achse mit sphärischen Lagern ausgestattet waren.